# Super Mario Galaxy
Super Mario Galaxy (スーパーマリオギャラクシー, Sūpā Mario Gyarakushī) é um jogo eletrônico de plataforma desenvolvido pela Nintendo Entertainment Analysis & Development e publicado pela Nintendo. Ele foi lançado exclusivamente para Wii em novembro de 2007. É o terceiro título tridimensional da série Super Mario e o décimo quinto no geral. A história gira em torno do protagonista Mario, que parte em uma missão para salvar a Princesa Peach enquanto ao mesmo tempo precisa salvar o universo de Bowser.
Os níveis do jogo consistem em galáxias cheias de planetas menores e mundos, cada um com variações de gravidade, o elemento central da jogabilidade. O conceito do uso de plataformas esféricas foi conceitualizado a partir de ideias usadas em Super Mario 128, uma demonstração tecnológica de 2000. O desenvolvimento de Super Mario Galaxy começou logo depois do lançamento de Donkey Kong Jungle Beat em 2004, após Shigeru Miyamoto ter sugerido que a Nintendo deveria produzir um jogo Mario em grande escala. A trilha sonora foi composta por Mahito Yokota e Koji Kondo, usando uma orquestra pela primeira vez na série.
Super Mario Galaxy foi um grande sucesso comercial e de crítica, sendo considerado um dos melhores jogos eletrônicos da história. Os críticos elogiaram sua jogabilidade, mecânicas de gravidade, trilha sonora e ambientação. Ele venceu vários prêmios entregues por diversas publicações, incluindo muitos na categoria de "Jogo do Ano". O título vendeu mais de 12,75 milhões de cópias mundialmente, tornando-se o nono jogo mais bem vendido na história do Wii, além de o título Super Mario tridimensional de maior sucesso. Uma sequência direta chamada Super Mario Galaxy 2 foi lançada em 2010 para o mesmo console. O jogo foi relançado em 2020 através da coleção Super Mario 3D All-Stars, para Nintendo Switch.

## Jogabilidade

### Premissa e ambientação

Mario correndo por um planetoide. As mecânicas de gravidade permitem que Mario circunavegue objetos redondos e irregulares

Super Mario Galaxy é um jogo eletrônico de plataforma que se passa no espaço sideral, em que Mario viaja por diferentes galáxias com o objetivo de coletar Estrelas do Poder, adquiridas ao completar missões, derrotar chefões ou alcançar uma área específica. Cada galáxia contém planetoides e estruturas em órbita para o jogador explorar. Cada corpo celeste tem sua própria gravidade, permitindo que o jogador circunavegue os planetoides, ande lateralmente ou de cabeça para baixo. O jogador também pode pular de um objeto independente e cair em direção de outro. Apesar do jogo ser primariamente tridimensional, há algumas áreas em que a jogabilidade limita o movimento dos jogadores a um plano bidimensional.
A área central do jogo é o Observatório Cometa, uma nave espacial que contém seis domos temáticos que dão acesso às 42 galáxias disponíveis. Cinco dos domos terminam com um chefão em que o objetivo é derrotar Bowser ou Bowser Jr., que então permite que o jogador acesse o domo seguinte ao adquirir um colecionável chamado de Grande Estrela. O jogador tem acesso a apenas algumas galáxias ao começar o jogo, porém mais galáxias ficam disponibilizadas a medida que mais Estrelas do Poder são coletadas. O jogador ganha a capacidade de jogar como Luigi depois de coletar 120 Estrelas do Poder como Mario. Assim que essas 120 estrelas são adquiridas, um desafio adicional é liberado para ser completado, que recompensa o jogador com duas fotos comemorativas que podem ser compartilhadas no Wii Message Board.

### Controles
Mario é controlado pelo Wii Remote e Nunchuk. Enquanto a maioria das habilidades de Mario são tiradas diretamente de Super Mario 64, como pulo em distância, pulo sobre paredes e uma variedade de cambalhotas, há um novo elemento chamado Indicador Estelar, que é um cursor que aparece quando o Wii Remote é apontado para o Sensor Bar. O indicador é usado para coletar objetos em forma de kompeitō chamados "Pedaços Estelares", que são disparados para tontear inimigos, manipular obstáculos ou alimentar Lumas, seres sencientes que agem como companheiros no decorrer do jogo. O indicador também pode prender-se em pequenos objetos azuis chamados de Estrelas de Puxar, que podem ser utilizadas para movimentar Mario pelo espaço. Caso o jogador fique preso dentro de uma bolha flutuante, o indicador é usado para movimentar a bolha.
Há uma nova habilidade chamada de técnica de "Rodopio", que já apareceu em formas diferentes em títulos anteriores da franquia Super Mario. O rodopio é primariamente usado em Super Mario Galaxy como um ataque corpo a corpo, podendo tontear inimigos ou quebrar objetos, também sendo usado para acionar hélices especiais que lançam Mario a grandes distâncias pelo espaço. O rodopio pode ser empregado para escalar vinhas, patinar no gelo, desparafusar parafusos e ativar poderes. Outras funções do Wii Remote estão disponíveis para tarefas menores, como surfar em mantas ou equilibrar-se em cima de uma bola gigante e rolá-la através de um curso de obstáculos.

### Poderes especiais e vidas

A interface do jogo mostra, em sentido horário, o número de Estrelas do Poder, o medidor de vida, número de moedas e Pedaços Estelares, e o número de vidas

Poderes dão a Mario roupas especiais que lhe concedem habilidades temporárias. Por exemplo, cogumelos especiais permitem que o jogador use uma Roupa de Abelha, de Boo ou de Mola. A Roupa de Abelha permite que Mario paire temporariamente sobre o chão, escale paredes de mel e caminhe em nuvens e flores; a Roupa de Boo permite que ele flutue pelo ar, fique transparente e atravesse certos obstáculos; enquanto que a Roupa de Mola permite que Mario pule até áreas altas que normalmente seriam inacessíveis, porém acaba diminuindo sua mobilidade. A Flor de Fogo permite que Mario atire bolas de fogo em inimigos, enquanto a Flor de Gelo dá o poder de criar ladrilhos de gelo hexagonais que cobrem qualquer superfície líquida. A Estrela Arco-Íris deixa Mario temporariamente invencível, permitindo que ele destrua qualquer inimigo e corra mais rápido.
A vida de Mario consiste em um medidor de vida composto de três pedaços, que é reduzido pelo contato com inimigos ou outras formas de perigo e pode ser recuperado coletando moedas. Mario tem um medidor de oxigênio quando mergulha de baixo d'água, que reduz rapidamente sua vida se esse medidor zera. A vida e oxigênio de Mario podem ser restaurados ao coletar moedas ou tocar em bolhas de água caso esteja submerso. Caso o medidor de vida seja esvaziado, o jogador perde uma vida e precisa voltar para um checkpoint pré-determinado. O medidor de vida pode ser expandido temporariamente para seis unidades por meio do uso de um Cogumelo de Vida. Morte instantânea pode ocorrer ao ser engolido por areia movediça ou matéria escura, cair em um poço sem fundo ou buraco negro ou deixar o campo gravitacional de um planetoide. O jogador pode adquirir mais vidas ao coletar cogumelos especiais, cinquenta estrelas sem ter perdido uma vida ou cinquenta Pedaços Estelares.

### Modo multijogador
Super Mario Galaxy possui um modo dois jogadores cooperativo em que um jogador controla Mario enquanto o outro usa o Wii Remote a fim de controlar um segundo Indicador Estelar para coletar Pedaços Estelares e atirá-los em inimigos. O segundo jogador também pode fazer Mario saltar, com a altura do pulo podendo ser aumentada caso os dois jogadores pressionem o botão A ao mesmo tempo. O segundo jogador pode impedir que alguns inimigos se movam ao mirar o indicador e manter o botão A pressionado.

## Enredo
Bowser invade o Reino Cogumelo em um ataque surpresa pouco depois de Mario ter sido convidado pela Princesa Peach para o Festival Estelar a fim observar a passagem de um cometa. Bowser chama um enorme disco voador e todo o castelo de Peach é arrancado de suas fundações e levantado para o espaço sideral. Mario permanece na base do castelo, porém um dos capangas de Bowser o lança para um planeta usando mágica. Mario conhece no planeta uma encantadora chamada Rosalina e seus companheiros com formato de estrela, os Lumas. Rosalina é uma observadora das estrelas e usa o Observatório do Cometa para viajar pelo universo. Entretanto, Bowser roubou todos as Estrelas do Poder que serviam como fonte de energia do Observatório. Mario é agraciado por um dos Lumas com o poder de viajar pelo espaço e parte em uma jornada através do universo com o objetivo de recuperar as Estrelas do Poder e restaurar o observatório de Rosalina. No caminho ele encontra amigos do Reino Cogumelo como Luigi e os Toads.
Depois de um número suficiente de Estrelas do Poder terem sido coletadas, o Observatório reconquista seu poder de se transformar em um cometa e viajar para o centro do universo, onde Bowser está mantendo Peach em cativeiro. Mario descobre que o plano de Bowser é governar todo o universo com Peach ao seu lado, usando uma estrela recém construída por meio do poder das Grandes Estrelas. Mario consegue derrotá-lo e libertar Peach, porém a estrela de Bowser transforma-se em um buraco negro supermaciço que consome tudo que está por perto. Todos os Lumas de Rosalina se sacrificam e pulam no buraco negro para destruí-lo. O buraco negro vira uma singularidade e explode em uma supernova. Rosalina revela que as estrelas agonizantes renascerão como novas estrelas. Mario acordo no Reino Cogumelo restaurado, repleto de criaturas que conheceu em suas viagens, junto também com Peach e Bowser, enquanto todos celebram a nova galáxia que surgiu no céu.

## Desenvolvimento

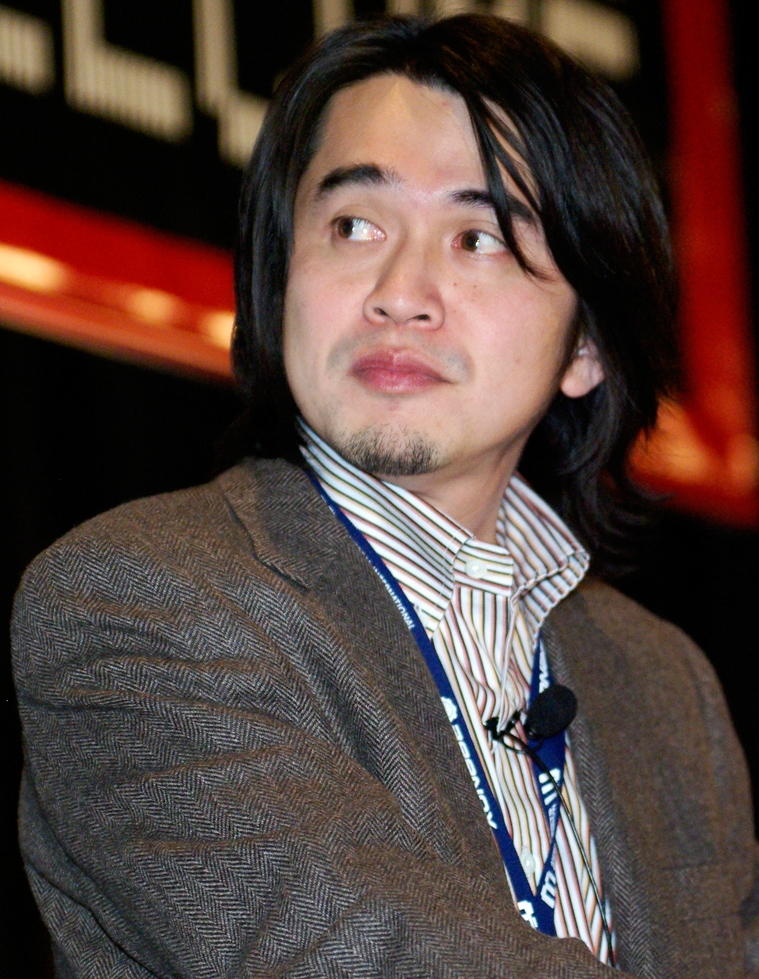
O diretor e projetista Yoshiaki Koizumi teve a ideia de incorporar habilidades e tecnologias demonstradas em Super Mario 128

O conceito de Super Mario Galaxy originou-se das ideias de Super Mario 128, uma demonstração tecnológica exibida na Nintendo Space World de 2000 para exemplificar o poder de processamento do Nintendo GameCube. Yoshiaki Koizumi, diretor da demonstração, queria que suas plataformas esféricas, um de seus elementos mais distintos, fossem incorporadas em um jogo futuro, porém se conteve por acreditar que tal característica seria impossível por motivos técnicos. Shigeru Miyamoto, criador de Super Mario, sugeriu que trabalhos começassem no próximo jogo em grande escala de Mario assim que o ramo de Tóquio da Nintendo Entertainment Analysis & Development finalizou os trabalhos em Donkey Kong Jungle Beat em 2004, defendendo a realização do conceito de plataformas esféricas. O protótipo do sistema de física do jogo demorou três meses para ser construído, em que foi decidido que o uso de plataformas esféricas seria melhor adequado para planetoides em um ambiente de espaço sideral e que o conceito de gravidade seria um elemento importante. Os projetistas frequentemente trocaram ideias com Miyamoto no escritório deste em Quioto durante o desenvolvimento, com ele dando sugestões sobre o projeto do jogo. Koizumi afirmou que muitas das ideias foram concebidas antes do início do desenvolvimento do Wii.
A ideia de fazer Mario ter um ataque de "rodopio" surgiu cedo na produção, quando foi decidido que pular em cima de inimigos em um mapa esférico seria muito difícil para alguns jogadores – em certo ponto, Koizumi chegou a afirmar que fazer personagens saltarem em um ambiente tridimensional era "absurdo". Takeo Shimizu, produtor e programador do jogo, comentou que a ação mais básica em um jogo tridimensional de ação era simplesmente correr, concluindo que o jeito mais fácil de atacar era "rodopiar" em vez de pular. Antes da equipe transferir o desenvolvimento para o Wii e perceber o potencial de seus controles diferentes, ataque de rodopio foi originalmente planejado para ser executado ao girar o analógico do controle do GameCube. O rodopio inicialmente era ativado ao girar o analógico do Nunchuk, porém a função foi transferida para ser ativada pelo balançar do Wii Remote assim que o controle de movimento foi confirmado para o novo console. Satoru Iwata, então presidente da Nintendo, queria que os jogos da empresa priorizassem o "fator diversão" ao proporcionarem os jogadores um sentimento de realização após completarem uma tarefa difícil; Iwata afirmou que tinha percebido um número cada vez maior de jogadores abandonando um jogo, assim queria que Super Mario Galaxy fosse atraente para esse público. Em resposta, a equipe de desenvolvimento criou um modo cooperativo que permitia que um jogador controlasse Mario e outro o indicador, assim permitindo que jogadores menos experientes aproveitassem o título.
A equipe queria que o jogo pudesse ser aproveitado das idades "5 a 95", assim eles tomaram medidas cedo no processo de desenvolvimento a fim de garantir que os jogadores iriam se ajustar ao jogo sem dificuldade. Porém, Miyamoto achou que estava muito fácil e que faltava insensividade, afirmando que um jogo perde seu grau de excitação quando não há desafios. Koizumi então sugeriu que o medidor de vida de Mario tivesse uma capacidade máxima de apenas três em vez de oito para poder equilibrar as coisas, porém ao mesmo tempo o mesmo número de cogumelos e pontos de salvamento espalhados pelos planetas. O diretor comentou que queria alterar o "fator intensidade" ao limitar o número a vida em três, diferente de Super Mario 64 e Super Mario Sunshine que chegavam em oito. Retrospectivamente, Iwata complementou falando que a redução da vida era "representativa das coisas que os jogadores não percebem que alteram a jogabilidade dramaticamente".
A equipe esboçou várias ideias sobre como implementar os conceitos de gravidade e plataformas esférias em Super Mario Galaxy. O projetista Koichi Hayashida inicialmente foi cético sobre incorporar campos esféricos em um jogo de plataforma baseado em pulos, afirmando que seria "uma combinação ruim". Shimizu também teve uma reação negativa sobre a ideia, com sua principal preocupação sendo que a implementação seria impossível por motivos técnicos, também "pressentindo perigo" quando o plano acabou aprovado. Todavia, Shimizu percebeu que a experiência era "totalmente nova" assim que o processo de depuração começou e achou que estava "jogando um jogo como nunca havia existindo antes". Futoshi Shirai, projetista de nível, comentou que, diferentemente de Hayashida e Shimizu, teve uma impressão positiva sobre os elementos de jogabilidade. Shirai gostou da ideia de poder correr pela superfície de planetoides diferentes, concebendo desenhos de planetas nos formatos de sorvetes e maçãs. Por o jogo se passar no espaço sideral, equipe bolou diversas ideias que teriam sido difícil de implementar em outros jogos de Super Mario. Shirai comentou que o benefício de se trabalhar em mundos esféricos era que eles podiam projetar e descobrir coisas novas, com o diretor de arte Kenta Motokura afirmando o jogador continuaria a aproveitar a aventura ao viajar para novos planetas. Koizumi gostou da sensação "livre e aberta" de desenvolver o jogo, dizendo que isso permitiu que a equipe deixasse o título mais divertido para o jogador.
Os membros da equipe gostaram do nível de liberdade que o jogo proporcionava, particularmente nas habilidades de transformação de Mario. Iwata comentou que as roupas diferentes do personagem foram desenhadas a fim de adicionar variações na jogabilidade. Hayashida disse que ideia de incluir transformações veio de Koizumi, porém uma das membros da equipe escreveu uma nota dizendo "eu quero um Mario abelha" ao ser perguntada pelo diretor o que queria que o personagem se transformasse. Shirai afirmou que a equipe de desenvolvimento sempre discutiu ideias juntos e conceberam modos de incorporá-las no jogo de modo que fossem divertidas. Iwata conclui que ter Super Mario Galaxy se passando no espaço foi no final vantajoso, já que era flexível o bastante para acomodar uma ampla gama de ideias.
Os desenvolvedores refletiram ao final da produção que a parte fundamental de qualquer título Super Mario era fazer o jogador pensarem o quão "divertido" era jogar o jogo, em vez de quererem simplesmente finalizá-lo. Koizumi garantiu que certas partes do jogo pudessem serem aproveitadas por todos os tipos de pessoa, incluindo crianças. Shimizu afirmou que a função interna de Super Mario Galaxy era fazer todos "reunirem-se ao redor da TV", achando que um jogo estrelado por Mario não era algo que necessariamente podia ser aproveitado jogando-se sozinho. O título foi feito para ter seis arquivos de salvamento diferentes; Shimizu gostou da ideia de um jogador olhar para o progresso de outro e ver como se comparava com o seu próprio. Iwata disse que haviam "muito mais" pessoas reunindo-se ao redor da televisão que iriam gostar de assistir uma experiência de jogabilidade na época que Super Mario Bros. estreou. Ele comentou que jogos eletrônicos bem feitos eram mais proveitosos para se assistir, esperando que o modo cooperativo de Super Mario Galaxy faria com que alguém que normalmente não joga ficasse com vontade de participar e se desse a oportunidade de experimentar.

### Música
Mahito Yokota foi o diretor musical de Super Mario Galaxy, originalmente querendo que o jogo tivesse uma trilha sonora no estilo latino americano, chegando até mesmo a compor 28 faixas a partir desse pensamento. Instrumentos de percussão latino americanos já tinham aparecido em títulos anteriores de Super Mario, como tambores de aço, bongôs e congas. Yokota usou instrumentos latino americanos e um sintetizador para o tema principal do jogo, querendo dessa forma replicar os sons ouvidos em filmes antigos de ficção científica. A composição chegou a ser aprovada por Koizumi, porém quando Yokota a apresentou para o supervisor Koji Kondo, este disse que ela não estava boa. Kondo explicou sua decisão de rejeitar a peça ao dizer que "se em algum lugar da sua cabeça você tem a imagem de que Mario é fofo, por favor livre-se disso". Yokota ficou frustrado e quase demitiu-se do trabalho por causa desse rejeição, porém Kondo lhe falou que Mario era um personagem "legal" e o instruiu a tentar de novo.
Yokota admitiu que estava sob a impressão de que Mario era para crianças, fazendo com que criasse músicas "fofas". O compositor apresentou a Miyamoto meses depois três estilos diferentes de música: uma tinha um som orquestral, outra era pop e a última era uma mistura das duas anteriores. Miyamoto escolheu a versão orquestral pois era a que mais soava "como espaço". Yokota afirmou que a escolha foi feita sem que Miyamoto soubesse que a peça tinha sido composta por Kondo. Iwata comentou que a música escolhida soava "como espaço" pois estavam procurando um som que poderia expressar o jogo, diferente dos sons tropicais de Super Mario Bros.. Yokota inicialmente teve dificuldades para criar músicas que soassem como um jogo Super Mario, porém disse que faixas criadas "tornaram-se naturais" à medida que ia progredindo.
Kondo e Yokota escreveram peças individualmente a fim de criarem uma maior variedade para a trilha como um todo; Kondo compôs quatro faixas para o jogo enquanto Yokota cuido do resto. O primeiro trabalhou em peças que o segundo pediu especificamente por achar que a trilha sonora "acabaria soando a mesma" se fosse feita por apenas uma pessoa. Super Mario Galaxy originalmente utilizaria muito as caixas de som do Wii Remote para "todos os tipos de sons", porém o diretor sonoro Masafumi Kawamura decidiu que eram redundantes com aqueles saindo da televisão. Kawamura decidiu limitar os efeitos sonoros saindo do Wii Remote para apenas aqueles causados por ações de Mario, como acertar um inimigo, achando que isso criava uma sensação de imersão maior para os jogadores.
A trilha sonora contém 28 faixas orquestrais tocadas por uma orquestra sinfônica de cinquenta pessoas. Yokota tinha dúvidas se uma música orquestral encaixaria-se no ritmo de um jogo de Mario, porém achou que tais músicas iriam fazer com que a escala "parecesse mais épica". Kondo, por outro lado, acreditava que se peças orquestrais fossem usadas, o jogador seria "obrigado a jogador o jogo no tempo da música". Kawamura utilizou técnicas similares as que havia usado em The Legend of Zelda: Wind Waker e Donkey Kong Jungle Beat para poder sincronizar a trilha sonora com a jogabilidade, em que o jogo sincroniza dados MIDI com dados transferíveis, resultando em efeitos sonoros sendo tocados ao mesmo tempo que a música de fundo. A equipe pediu para a orquestra tocar em tempos diferentes para que a sincronização fosse possível.
A trilha sonora oficial foi lançada em 24 de janeiro de 2008. Inicialmente, era exclusiva para assinantes do Club Nintendo no Japão, embora a trilha sonora tenha sido disponibilizada aos membros do Club Nintendo europeu em novembro de 2008. A trilha sonora foi lançada em duas versões: a versão "original", que contém 28 faixas do jogo, e a versão "platina", que contém outras 53 faixas em um segundo disco para um total de 81 faixas. Na América do Norte, a trilha sonora "original" foi incluída em um pacote do Wii ao lado de New Super Mario Bros. Wii em 2011.

## Recepção
Super Mario Galaxy recebeu aclamação da crítica, tornando-se o sexto jogo com melhor classificação de todos os tempos no agregador de críticas Metacritic, tendo uma pontuação agregada de 97 de 100 com base em 73 avaliações. No site de avaliação agregada GameRankings, é o jogo com pelo menos 20 avaliações com maior pontuação, tendo uma classificação de 97,64% com base em 78 avaliações.
O visual e a apresentação foram os aspectos mais elogiados do jogo. Chris Scullion da Official Nintendo Magazine afirmou que os gráficos levam o Wii ao seu potencial máximo, e afirmou que seus efeitos visuais e grandes áreas de jogo surpreenderiam o jogador constantemente. Jeremy Parish da 1UP.com notou que, apesar das limitações do Wii, o visual era "absolutamente impressionante", especialmente quando modificado em uma resolução mais alta. Andrew Robinson da Computer and Video Games opinou que a Nintendo preferia a jogabilidade aos gráficos, mas pensou que Super Mario Galaxy "tornou os dois perfeitos". Margaret Robertson da Eurogamer chamou os visuais de uma "explosão de inventividade", afirmando que os detalhes do jogo só são correspondidos pela ingenuidade do design da missão. Andrew Reiner da Game Informer aprovou a representação do jogo dos efeitos de água e partículas, mas notou que o visual era em detalhes semelhantes a Super Mario Sunshine. Patrick Shaw da GamePro opinou que o jogo tira o máximo proveito das capacidades do Wii, tanto em termos de apresentação quanto de esquemas de controle.
Em relação à apresentação, Chris Hudak da Game Revolution disse que Super Mario Galaxy era uma "reencarnação de última geração" de Super Mario 64, afirmando que o jogo era polido, envolvente e evocativo. Alex Navarro da GameSpot elogiou os detalhes de nível coloridos e vibrantes, animações e designs de personagens, dizendo que "simplesmente não há um jogo para Wii mais bonito disponível". Além disso, Navarro elogiou a capacidade do motor de jogo de manter a taxa de quadros caindo para "episódios não frequentes". Bryn Williams da GameSpy afirmou que o jogo tinha os melhores visuais do Wii, dizendo que os gráficos "são de outro mundo" e que sua ampla gama de cores produz texturização "melhor do que o esperado". Um revisor da GamesRadar afirmou que "as palavras simplesmente não podem descrever" os conceitos visuais do jogo. Louis Bedigan da GameZone pensou que as visualizações de Super Mario Galaxy contrastam com os personagens em blocos dos jogos Super Mario anteriores, elogiando os designs do planeta como belos e o resto como "puro colírio para os olhos". Matt Casamassina da IGN acreditou que Super Mario Galaxy foi o único jogo que impulsionava o Wii, afirmando que combina "grande arte" com "grande tecnologia", resultando no que ele descreveu ser "resultados impressionantes". David Halverson, da Play, opinou que o jogo era "supremamente" polido e apresentava gráficos da "próxima geração".
A jogabilidade, em particular as mecânicas da gravidade e o uso do Wii Remote, também foram elogiados. Um revisor da Famitsu comentou sobre o andamento do jogo, acreditando que era "anormalmente bom" e que as diferentes variações no design de nível e dificuldade gradualmente "aumentam as coisas". Um revisor da Edge elogiou o uso do Wii Remote, afirmando que os esquemas de controle eram mais sutis e persuasivos em oposição ao "literalismo vigoroso" de The Legend of Zelda: Twilight Princess. Scullion estava inicialmente cético quanto ao uso do Wii Remote como um ponteiro, mas admitiu que "em poucos minutos parecia que estávamos fazendo isso desde os dias de Mario 64". Scullion também achou que o aspecto mais forte do jogo era a jogabilidade "incomparável". Parish elogiou a gravidade flutuante que foi apresentada no jogo, afirmando que "faz até o desafio mais selvagem parecer quase uma segunda natureza". Robinson também elogiou a gravidade, dizendo que os diferentes usos das atrações gravitacionais do jogo permitem que a escala de cresça até "proporções genuinamente atraentes". Robertson considerou o uso da gravidade uma "explosão de inventividade". Reiner disse que o jogo reinventou o gênero de plataforma para a sétima geração de jogos eletrônicos, afirmando que Super Mario Galaxy era nostálgico e novo por quebrar as leis da física.
Shaw afirmou que a nova mecânica de jogo revigorou a franquia Super Mario e resumiu dizendo que foi o melhor título desde Super Mario 64. Da mesma forma, Hudak pensou que o jogo era uma reencarnação de Super Mario 64, embora afirmasse que a variedade de jogabilidade tinha um "estilo próprio de Miyamoto". Navarro disse que o design dos níveis eram "top de linha em todos os aspectos" e também elogiou a introdução de trajes no jogo, acrescentando que eles trouxeram uma "grande dimensão" para a jogabilidade. Williams opinou que o modo "superficial" de dois jogadores do jogo não acrescentou nada à experiência geral. Ele elogiou os vários componentes de jogo e o uso do Wii Remote e do Nunchuck, afirmando que a configuração era "extremamente precisa". Um revisor da GamesRadar pensou que o esquema de controle tinha uma resposta fluida que melhorou os controles de seu antecessor, Super Mario Sunshine. Em relação aos controles e designs de mundo, Bedigan afirmou que ambos os aspectos são "o mais perto da perfeição que um jogo pode chegar". Casamassina achou a mecânica de jogo, em particular a física variada, como "ridiculamente divertida". Ele também considerou o controle de movimento bem implementado, afirmando que o jogador apreciaria a mudança de ritmo que os níveis oferecem. Halverson elogiou particularmente os controles inovadores, dizendo que o Wii Remote e o Nunchuck estavam "no seu melhor" e que era difícil imaginar jogá-lo de outra maneira.
A trilha sonora e o áudio foram bem recebidos pela crítica. Scullion acredita que é a melhor de qualquer jogo de Super Mario, declarando que cada faixa corresponde aos ambientes apresentados ao longo do jogo. Parish considerou a música orquestrada superior aos visuais, dizendo que os sons dinâmicos eram "quintessencialmente Mario", mas sofisticados de maneira incomum. Reiner afirmou que a trilha sonora orquestrada era linda, além de nostálgica, com Robinson citando-a de forma semelhante como "incrível". Navarro elogiou a trilha sonora orquestrada modernizada, afirmando que era excelente e "top de linha". Williams achou que o jogo apresentava o melhor som do Wii, afirmando que a trilha sonora original "entraria na história" como o melhor esforço inicial da Nintendo. Um crítico da GamesRadar afirmou que Super Mario Galaxy apresentava o melhor bombástico orquestral já ouvido em um jogo. Bedigan afirmou que a trilha sonora foi "mais um passo à frente" em música de jogos eletrônicos, elogiando a música como comovente e de tirar o fôlego. Casamassina considerou a música do jogo "tão excepcional" e "absolutamente soberba", resumindo que tinha a melhor música de qualquer jogo da Nintendo até a data. Hudak criticou a falta de dublagem "tradicional ao estilo de Mario", apesar de admitir que se o jogo tivesse dublagem, "provavelmente pareceria coxo e errado".

### Vendas
Super Mario Galaxy foi um sucesso comercial, vendendo 350 mil unidades no Japão nas primeiras semanas de venda. Nos Estados Unidos, o jogo vendeu 500 mil unidades na primeira semana de lançamento, obtendo a maior venda de um jogo do Mario na primeira semana no país na época. O NPD Group relatou que 1,4 milhão de cópias do jogo foram vendidas nos Estados Unidos em dezembro de 2007, tornando-o o jogo mais vendido do mês, e que o jogo se tornou o quinto jogo mais vendido de 2007 com 2,52 milhões unidades vendidas desde o seu lançamento. Após 13 meses, ele vendeu 7,66 milhões de cópias em todo o mundo. Até janeiro de 2010, o jogo havia vendido 4,1 milhões de unidades nos Estados Unidos, e em fevereiro tornou-se um dos nove títulos do Wii a ultrapassar 5 milhões de unidades vendidas no país. Até o final de março de 2020, a Nintendo vendeu 12,80 milhões de cópias do jogo em todo o mundo, tornando-o o terceiro jogo do Wii mais vendido não empacotado com o console, e o nono jogo publicado pela Nintendo mais vendido para o Wii.

### Prêmios
Super Mario Galaxy recebeu os prêmios de Jogo do Ano em 2007 pela IGN, GameSpot, Nintendo Power, Kotaku, e Yahoo! Games. O jogo também foi percebido como o título de melhor classificação em 2007, de acordo com o agregador de análises GameRankings. Em fevereiro de 2008, Super Mario Galaxy recebeu o prêmio "Jogo de Aventura do Ano" da Academy of Interactive Arts & Sciences no 11º Annual Interactive Achievement Awards (agora conhecido como D.I.C.E. Awards); também foi nomeado a "Jogo Geral do Ano", "Jogo de Console do Ano", "Realização Notável em design de Jogos", "Conquista Notável em Engenharia de Jogabilidade" e "Inovação Notável em Jogos". Super Mario Galaxy ficou em terceiro lugar na lista dos 100 melhores jogos da Nintendo de todos os tempos da Official Nintendo Magazine. Em 2009, o jogo ganhou o "Jogo do Ano" BAFTA no 5º British Academy Games Awards, superando Call of Duty 4: Modern Warfare enquanto, no mesmo ano, Super Mario Galaxy foi nomeado o jogo número um para Wii pela IGN. Também foi nomeado pela Eurogamer e IGN como o "Jogo da Geração". Em 2015, o jogo ficou em 11º lugar na lista dos "15 melhores jogos desde 2000" da USgamer. O Guinness World Records classificou Super Mario Galaxy em 29º lugar na lista dos 50 melhores jogos de console de todos os tempos, com base no impacto inicial e no legado duradouro. Em sua última edição, a Official Nintendo Magazine classificou Super Mario Galaxy como o melhor jogo da Nintendo de todos os tempos. A trilha sonora ganhou o prêmio de "Melhor Design em Áudio" pela Edge.

## Legado
Na milésima edição da Famitsu, Miyamoto expressou interesse em fazer uma sequência de Super Mario Galaxy. O jogo foi originalmente chamado de "Super Mario Galaxy More" durante o desenvolvimento e inicialmente apresentaria variações dos planetas apresentados em Super Mario Galaxy. Com o tempo, novos elementos e ideias foram trazidos para o jogo, e foi decidido que o jogo seria uma sequência completa. Super Mario Galaxy 2 foi anunciado durante a conferência da Nintendo na E3 2009 realizada em Los Angeles. Foi lançado em 23 de maio de 2010 na América do Norte, 27 de maio de 2010 no Japão e em 11 de junho de 2010 na Europa. A sequência foi recebida com tanta aclamação da crítica quanto seu antecessor, e vendeu 6,36 milhões de cópias em todo o mundo até abril de 2011.
Super Mario Galaxy, assim como vários outros jogos de Wii, foi relançado para o Shield Tablet da Nvidia na China em 22 de março de 2018 como resultado de uma parceria entre a Nintendo, Nvidia e iQiyi. O jogo roda no Shield por meio de um emulador, mas tem modificações na interface e no controle, bem como suporte para resolução 1080p. Devido à falta de controles de movimento no Shield, alguns controles são remapeados; por exemplo, o ponteiro na tela é remapeado para o analógico direito e o botão para escolher uma galáxia é remapeado para o gatilho direito.
O jogo está incluído junto com Super Mario 64 e Super Mario Sunshine na coleção Super Mario 3D All-Stars no Nintendo Switch . Foi lançado em 18 de setembro de 2020.